# Skammertegnet
Skammertegnet er bind to i fantasy-serien Skammerens børn skrevet af Lene Kaaberbøl. Bogen blev udgivet i 2001.
Hovedpersonen Dina bliver bortført af Drakans fætter Valdracu, og hendes storebror Davin er fast besluttet på at finde hende.